# Syfanoidea
Syfanoidea är ett släkte av fjärilar. Syfanoidea ingår i familjen nattflyn.
Kladogram enligt Catalogue of Life:
| Syfanoidea | \| \| Syfanoidea leighi \| \| \| \| \| \| Syfanoidea schencki \| \| \| \| |
|            | \| \| Syfanoidea leighi \| \| \| \| \| \| Syfanoidea schencki \| \| \| \| |
|            | Syfanoidea leighi                                                         |
|            |                                                                           |
|            | Syfanoidea schencki                                                       |
|            |                                                                           |